# Krajní body Moravy

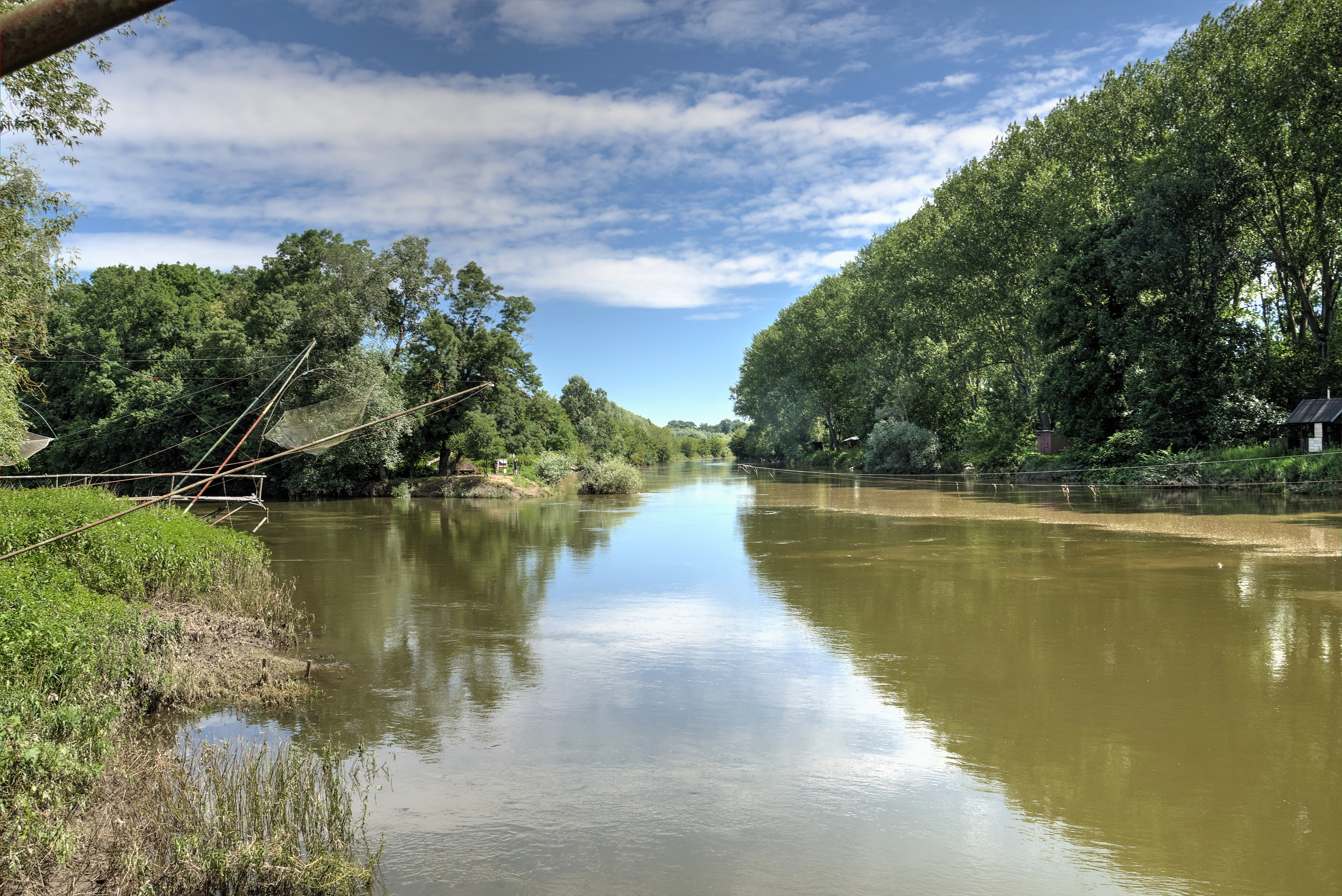
Soutok Moravy a Dyje poblíž Lanžhota, nejjižnější a zároveň nejnižší bod Moravy. Fotografie pořízena z rakouské strany: zcela vlevo je rakouský břeh, uprostřed moravský, zcela vpravo slovenský.

Krajní body Moravy jsou nejzápadnější, nejvýchodnější, nejsevernější, nejjižnější, nejvyšší a nejnižší bod Moravy. Protože Morava není v momentální administrativní praxi České republiky, na jejímž území se většina historicky moravského teritoria nachází, považována za samostatný územní celek, vycházejí údaje v tomto článku z hranic země Moravské před rokem 1928, kdy byla sloučena dosavadní země Moravská se zemí Slezskou a Morava i Slezsko tak ztratily svou teritoriální integritu, která nebyla dosud obnovena. 

## Zeměpisná délka a šířka

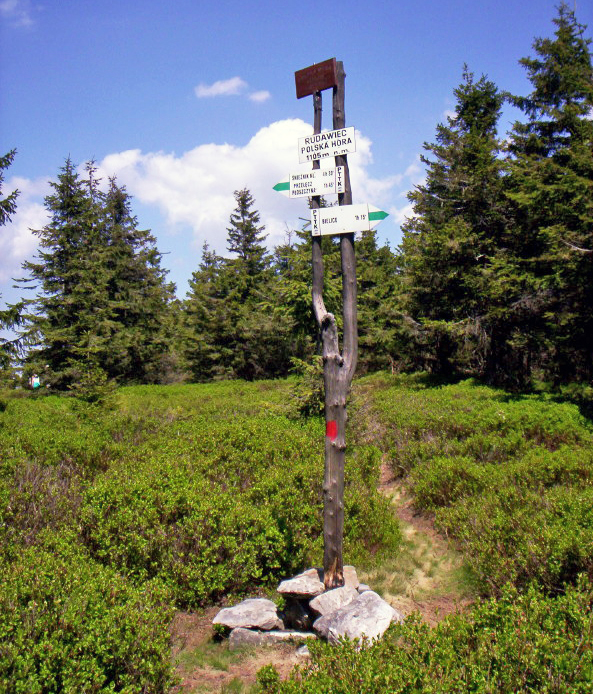
Polská hora, nejsevernější bod Moravy

- Nejsevernějším bodem je Polská hora (polsky Rudawiec, dříve Červené Bahno; 1107 m n. m.[1]) na moravsko-polských (historicky moravsko-kladských) hranicích poblíž Starého Města (50°14′41″ s. š., 16°58′35″ v. d.).
- Nejjižnější bod se nachází v Dyjském trojúhelníku na soutoku Moravy a Dyje poblíž města Lanžhot (48°37′2″ s. š., 16°56′25″ v. d.).[2] Toto místo je zároveň nejnižším bodem Moravy. Území Dyjského trojúhelníku tvořilo historicky součást Dolních Rakous a k Moravě bylo připojeno poté, co se toto území stalo součástí Československa v roce 1920. Předtím byl nejjižnější bod Moravy rovněž v katastru města Lanžhot, ale asi o 6,5 km severněji, na jižním cípu Starkovského lesa (48°40′22″ s. š., 16°58′26″ v. d.)[3][4].
- Nejzápadnější bod se nachází na soutoku potoka Holub, který ohraničuje les Topil,[3] s bezejmenným potokem (49°11′47″ s. š., 15°7′59″ v. d.) ve vesnici Česká Olešná, která je částí města Strmilov v okrese Jindřichův Hradec (samo katastrální území Strmilov se však nachází v Čechách).[5]
- Nejvýchodnější bod se nachází na moravsko-slovenské hranici na vrchu Čudácka (827 m n. m.) (49°28′6″ s. š., 18°32′53″ v. d.) poblíž obcí Bílá (na moravské straně) a Klokočov (na slovenské straně).[6][7] Na některých webových stránkách[8] se vyskytuje údaj, že nejvýchodnější bod Moravy je v obci Bukovec u hranic s Polskem (49°33′2″ s. š., 18°51′33″ v. d.). Tento bod je nejvýchodnějším bodem současné České republiky a také nejvýchodnějším bodem historické země Moravskoslezské, nachází se však ve Slezsku, nikoli na historické Moravě.

## Nejvyšší a nejnižší bod
- Nejvyšší bod Moravy je pod vrcholem Pradědu (1491 m n. m.) na hranici Moravy a Slezska (vrchol sám je ovšem již ve Slezsku).
- Nejnižší bod je zmíněný soutok Moravy a Dyje, který leží v nadmořské výšce 148 m n. m.[9]